# Ornithine carbamoyltransférase
Pour les articles homonymes, voir OCT.
L'ornithine carbamoyltransférase, ou ornithine transcarbamylase (OTC), est une transférase qui catalyse la réaction :
carbamyl-phosphate + L-ornithine  {\displaystyle \rightleftharpoons }  phosphate + L-citrulline.
Cette enzyme intervient dans la voie métabolique de biosynthèse de l'arginine chez la plupart des organismes, ainsi que dans celle de la dégradation de cet acide aminé chez certains microorganismes. Chez les mammifères, elle assure la deuxième étape du cycle de l'urée. Son site actif est situé à l'interface entre les trois monomères formant cette protéine trimérique.
Le déficit en ornithine carbamyl transférase cause une maladie liée à l'X.